# Vattenpolo vid olympiska sommarspelen 1928
Vattenpoloturneringen vid Olympiska sommarspelen 1928 avgjordes i Amsterdam.

## Medaljsummering
| Gren                          | Guld | Silver | Brons |
| Herrarnas vattenpoloturnering | Tyskland Max Amann Emil Benecke Johann Blank Karl Bähre Otto Cordes Fritz Gunst Erich Rademacher Joachim Rademacher | Ungern István Barta Olivér Halassy Márton Homonnai Sándor Ivády Alajos Keserű Ferenc Keserű József Vértesy | Frankrike Émile Bulteel Henri Cuvelier Paul Dujardin Jules Keignaert Henri Padou Ernest Rogez Albert Thévenon Achille Tribouillet Albert Vandeplancke |